# Párga
Pour les articles homonymes, voir Parga (homonymie).
Párga (en grec moderne : Πάργα, dans l'Antiquité : Χυπαργός Chypargós « sous le crépuscule ») est une localité de 2 088 habitants située en Épire, sur la côte ouest de la Grèce, au bord de la mer Ionienne. 

## Géographie

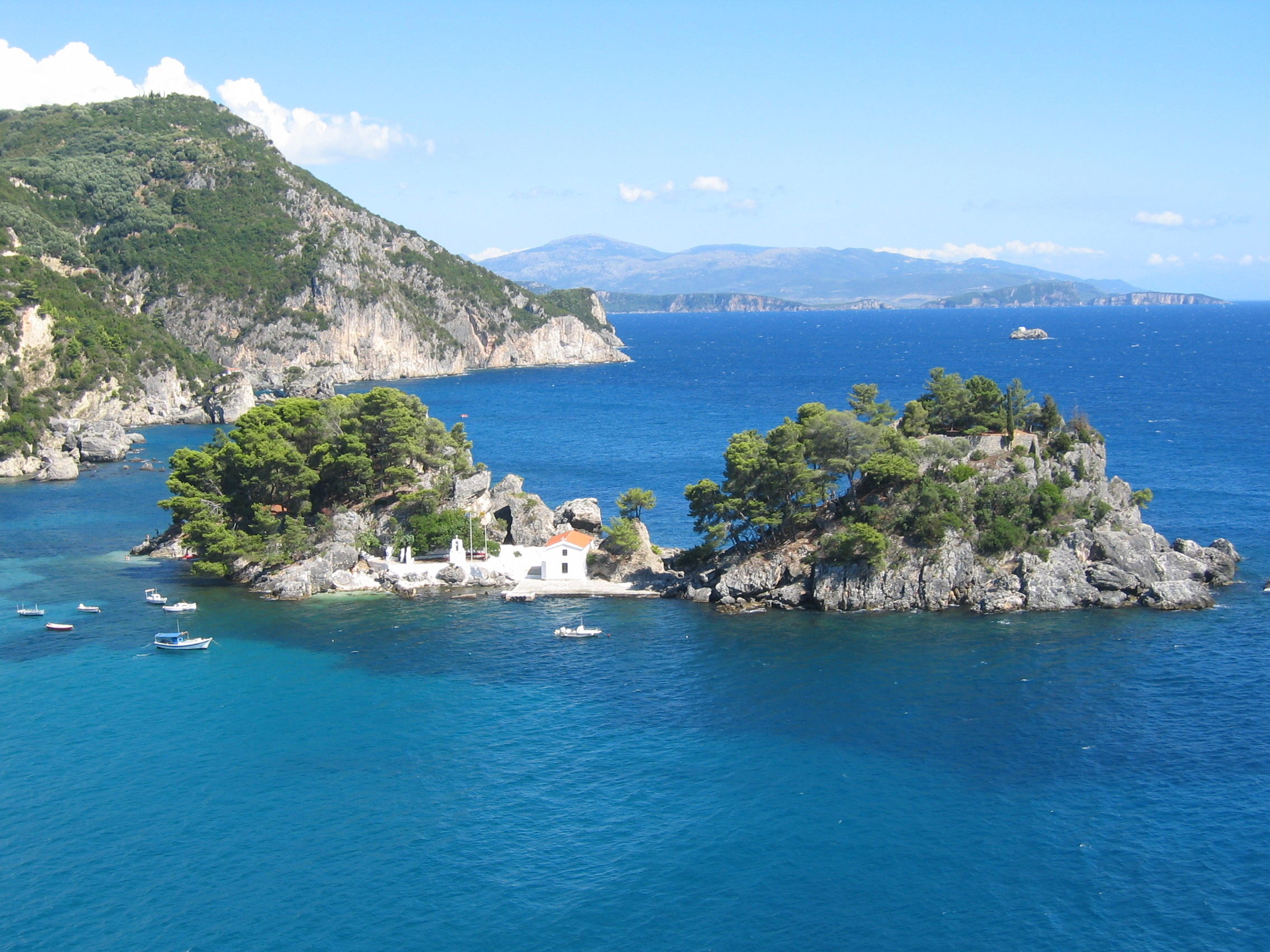
Baie de Párga : au premier plan l'île de Panagía, au second plan l'îlot Ágios-Nikólaos.

Párga se trouve à 49 km au sud de la ville d'Igoumenítsa et à 67 km au nord de la ville et de l'aéroport de Préveza. Au large de la ville se trouvent les îles de Paxós et d'Antípaxos que l'on peut apercevoir par beau temps. De plus l'île de Leucade bien que lointaine, est parfois visible de la côte sud de la ville, qui entoure une crique fermée par des îlots rocheux alternant avec des plages. Sur l'îlot le plus proche s'élève la petite église de Panagía ; sur l'autre, plus au sud, une chapelle dédiée à saint Nicolas, patron des marins en Grèce.

## Histoire
Une cognée néolithique, un tombeau voûté mycénien à l'extérieur de la ville, et les vestiges d'une muraille aux pieds de l'enceinte du château vénitien (en), ainsi que le soubassement d'une jetée aujourd'hui disparue dans la partie occidentale de la baie de Váltos, constituent des indices incontestables de la présence humaine à cet endroit dès la protohistoire.
Párga est mentionnée sous ce nom en 1337 dans des textes de la littérature byzantine : la ville fait alors partie du thème de Nicopolis. Il est très probable qu'il s'agit du quartier situé aujourd'hui à l'intérieur du château et non de la « Paléo-Párga », le Vieux Párga d'époque vénitienne situé sur le mont Petsovólios.
Au XVe siècle, alors que l'Empire, puis le despotat d'Épire sont affaiblis par les attaques des Normands, des Croisés et des Ottomans, Párga devient durant six ans (1394-1399) le repaire du pirate Bogoïs (en). Après le départ de ce dernier, Párga se met sous la protection de la république de Venise du XVe jusqu’à la fin du XVIIIe siècle, gardant, pendant toute cette période, un régime d'administration autonome sous protectorat vénitien. Les incursions des pirates, les pillages ottomans par la mer ou par la terre continueront pourtant même sous le protectorat de Venise. Durant les guerres entre Venise et les Turcs, Khayr ad-Din Barberousse, corsaire ottoman, ruine Párga.
La situation se stabilise à la fin du XVIe et jusqu'à la fin du XVIIIe siècle : Párga se développe et devient un port prospère et un foyer des premiers révolutionnaires pro-hellènes, influencés par l'esprit des Lumières. En 1797 la France napoléonienne met fin à la domination vénitienne et Párga devient une monnaie d'échange : vainqueur de Venise, Napoléon cède Párga aux Autrichiens, qui la laissent aux Britanniques lesquels, le 5 décembre 1815, livrent Párga à l'Empire ottoman ; à ce moment, le maître de l'Épire est Ali Pacha de Janina. Les Ottomans maltraitent le peuple de Párga qui décide, le Vendredi Saint 15 avril 1819 d'émigrer en masse à Corfou, restée britannique, après avoir brûlé sa ville et les restes de ses ancêtres. Leurs descendants revinrent sur le continent cent ans plus tard, en février 1913, lors du rattachement de l'Épire à la Grèce. Cet épisode des Fugitifs de Párga fut immortalisé par de nombreuses œuvres d'art.

## Galerie

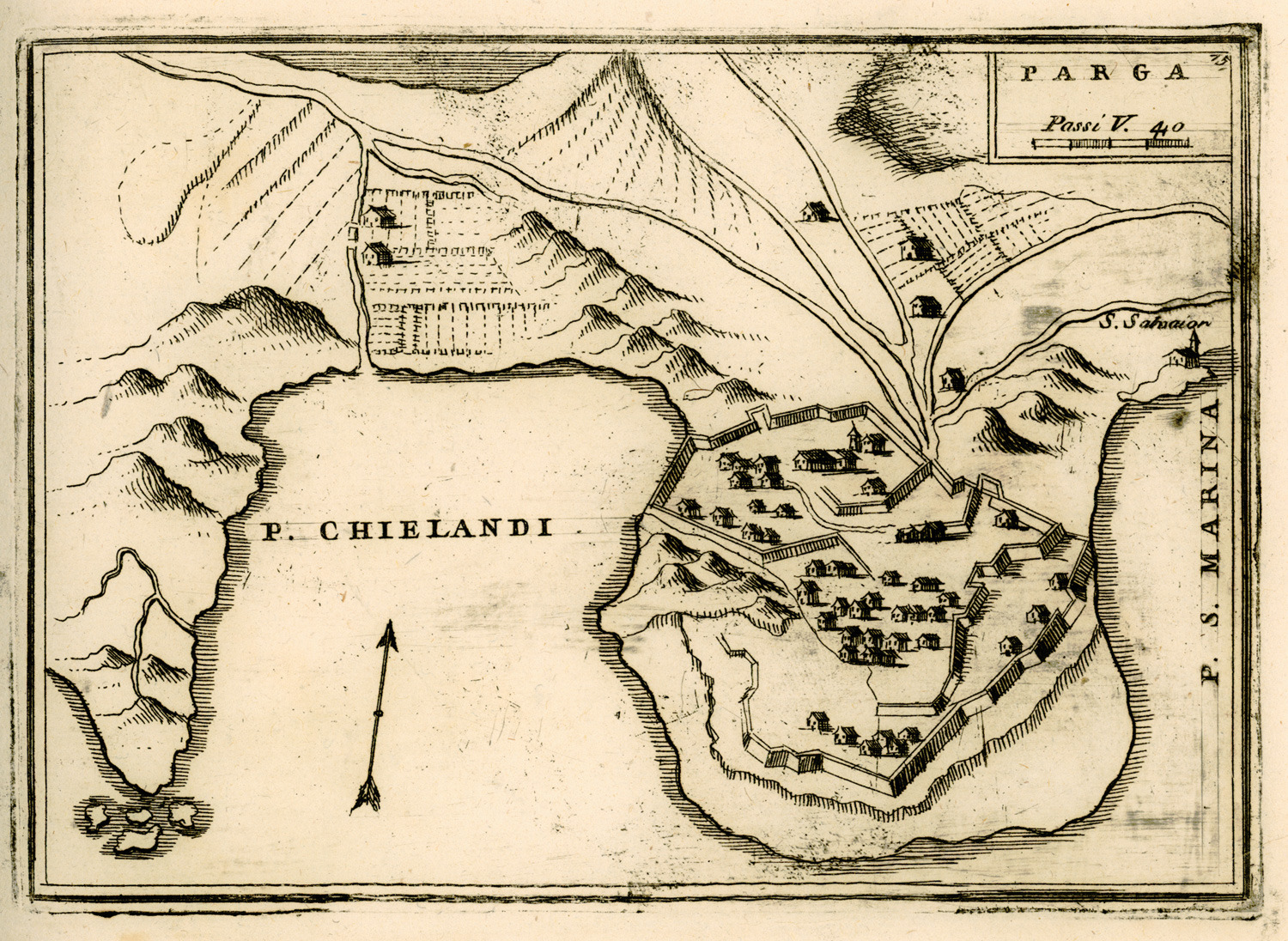
Plan de Párga sous la République de Venise, par Vincenzo Coronelli, 1688
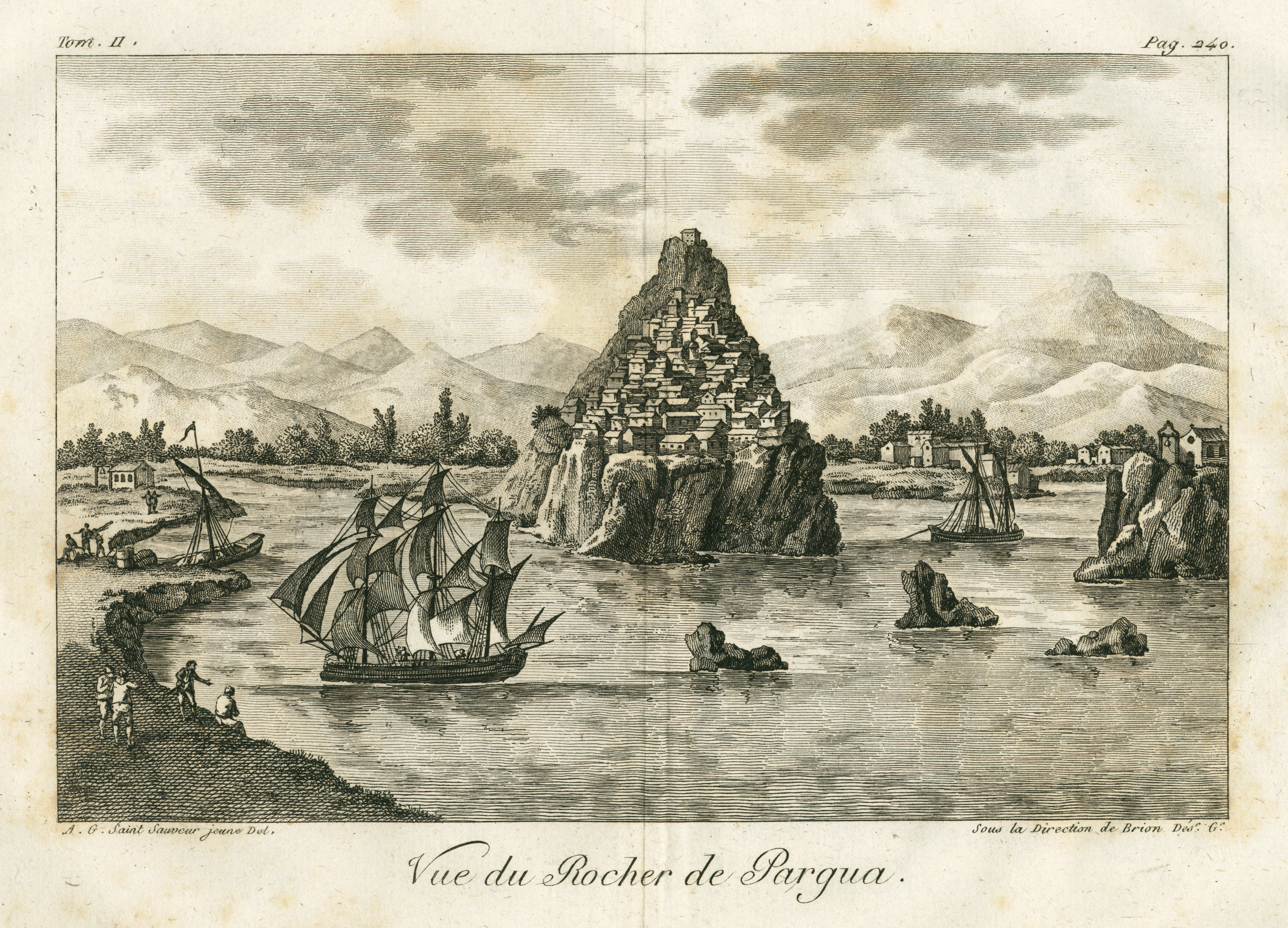
Vue du Rocher de Pargua, par André Grasset de Saint Sauveur, dans Voyage Historique, Littéraire et Pittoresque dans les isles et possessions ci-devant Vénitiennes du Levant. Planches. Tom. IV., Paris, 1800.
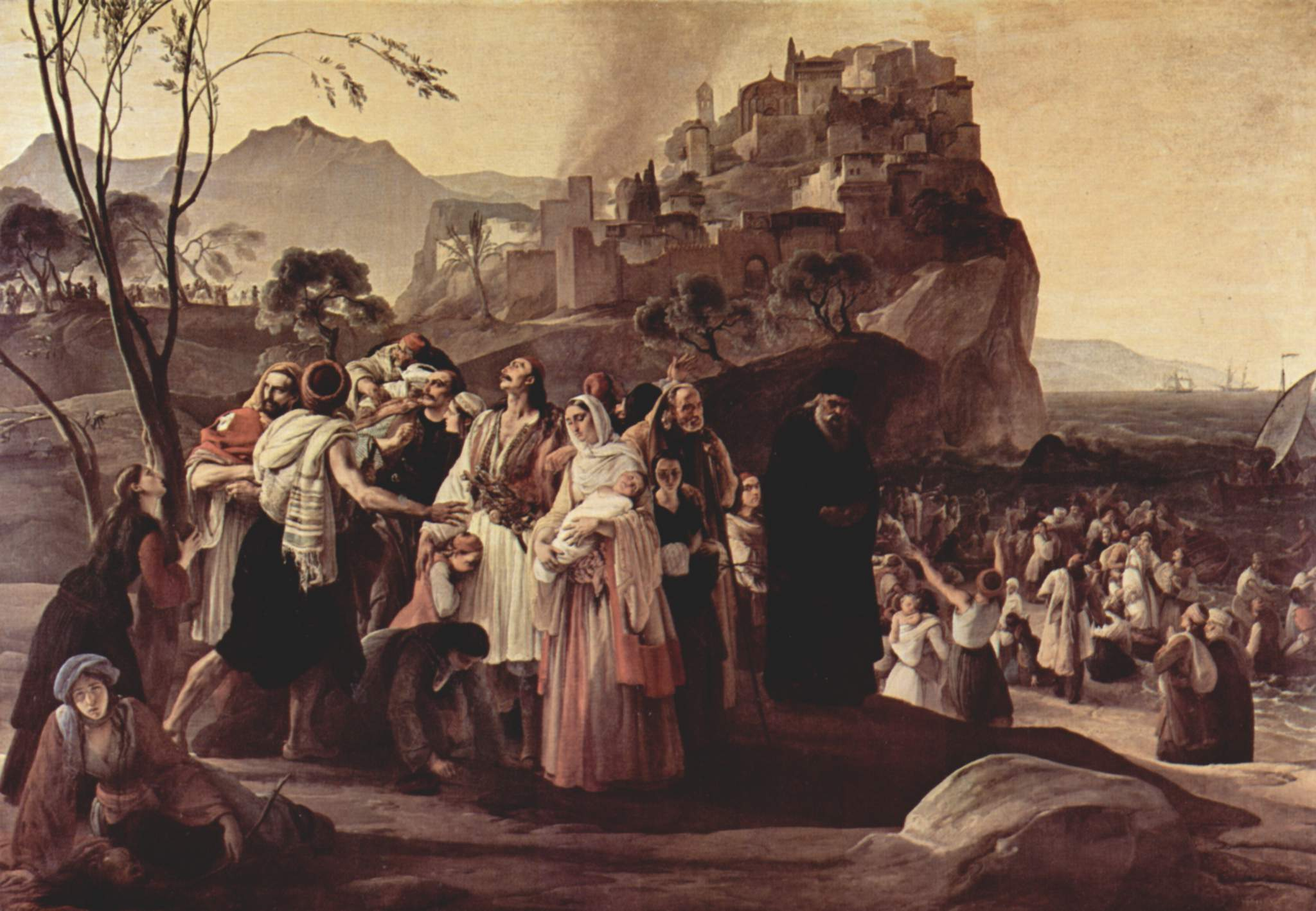
I profughi di Parga (Les réfugiés de Párga (en)), par Francesco Hayez (1791-1882). Huile sur toile, 1831. Pinacothèque Tosio Martinengo, Brescia (Italie)
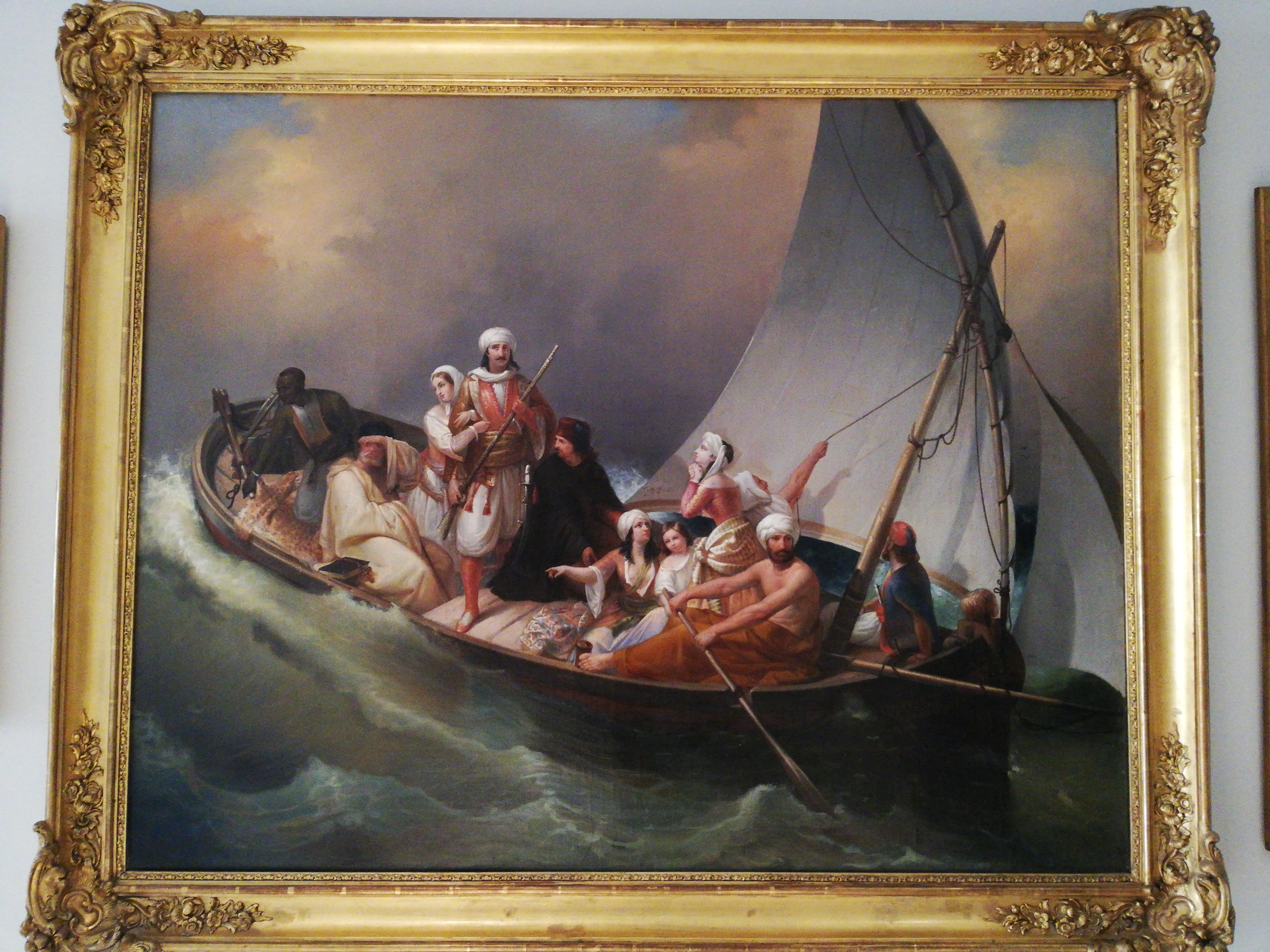
Les fugitifs de Párga, par Carlo Belgiojioso (1815-1881). Huile sur toile, 1845. Collections du Musée Benaki, Athènes (Grèce)
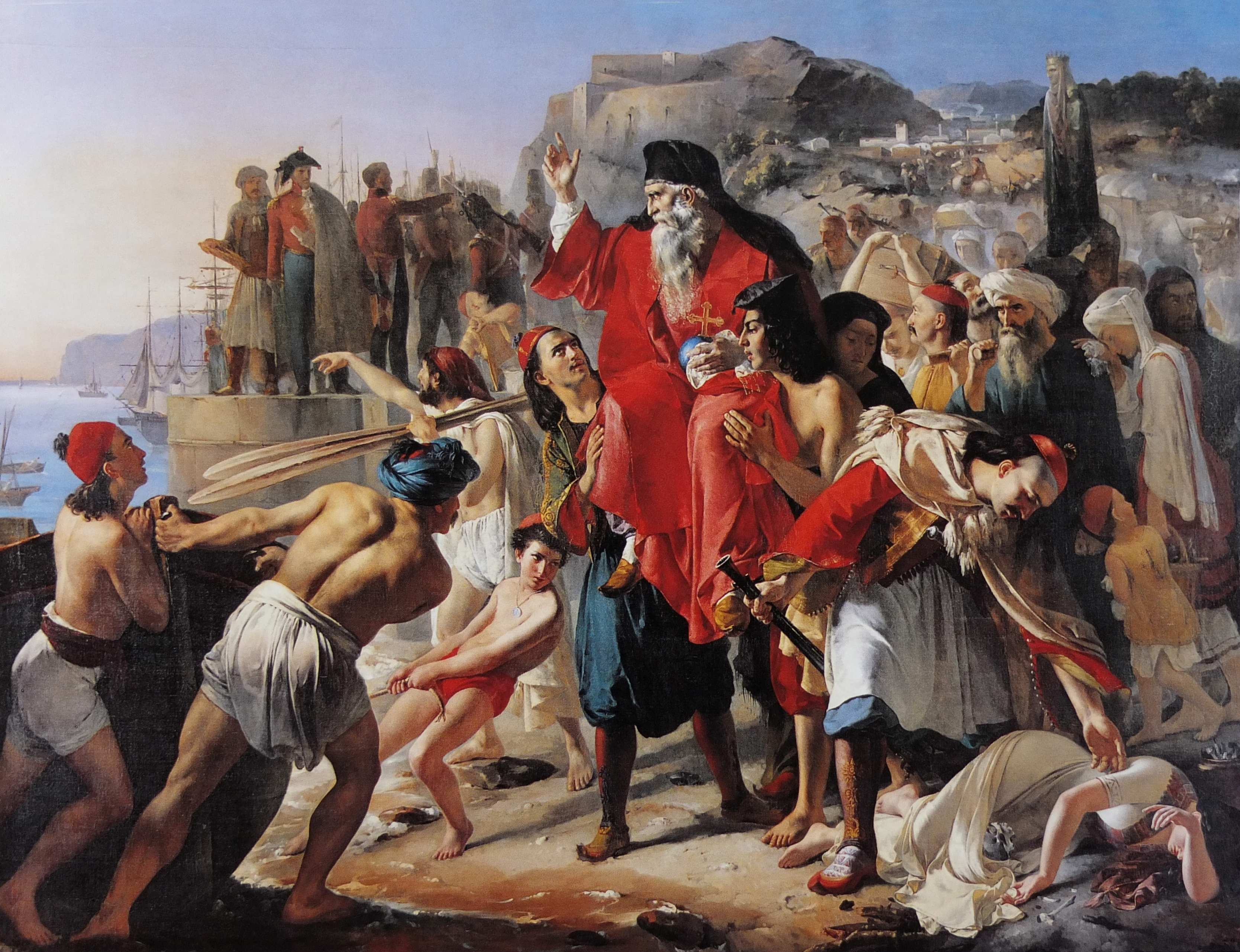
Alphonse Apollodore Callet, L'Embarquement des Parganiotes, 1827, musée des beaux-arts de Rouen
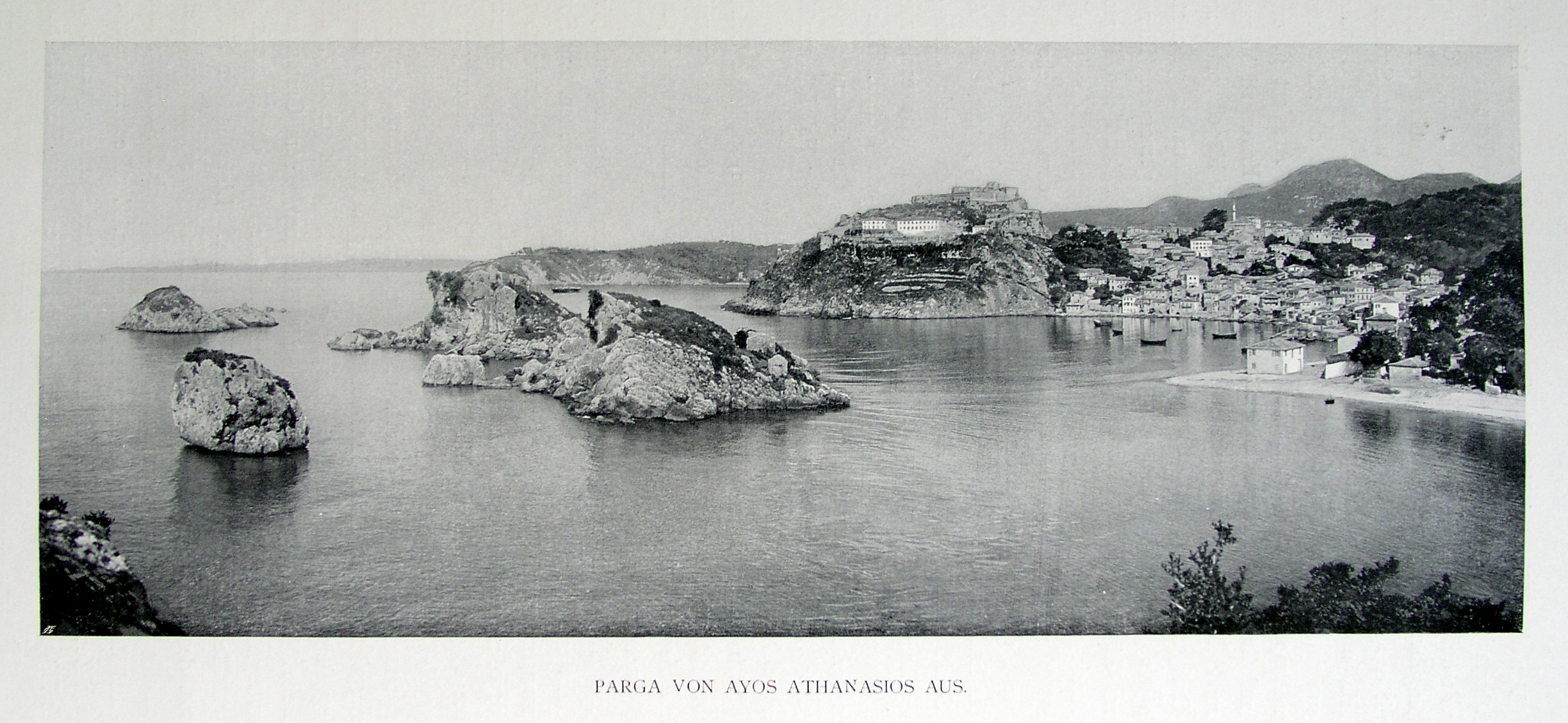
Vue de Párga en 1907, par Ludwig Salvator, sujet austro-hongrois
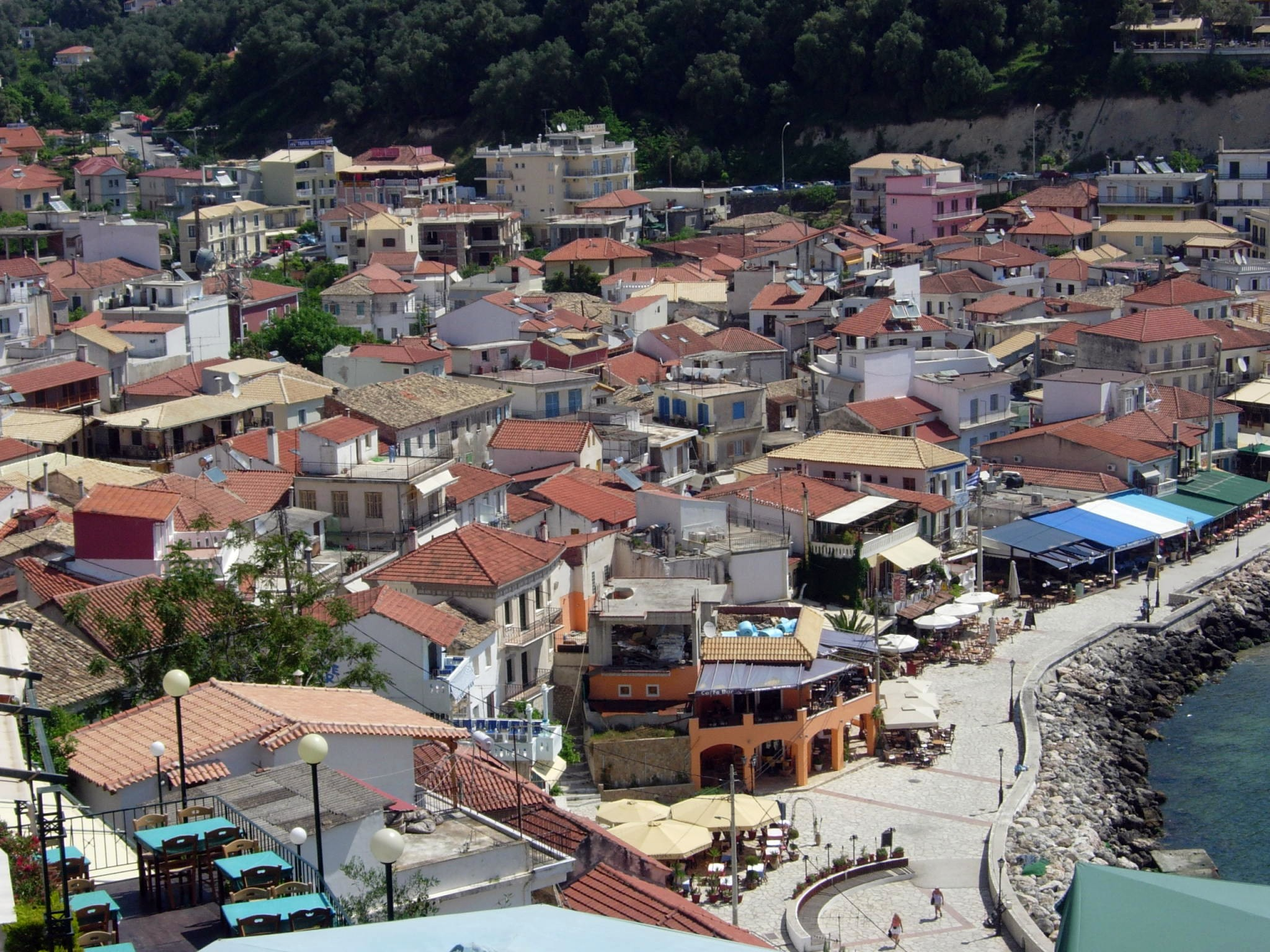
Toits de Párga, mai 2005
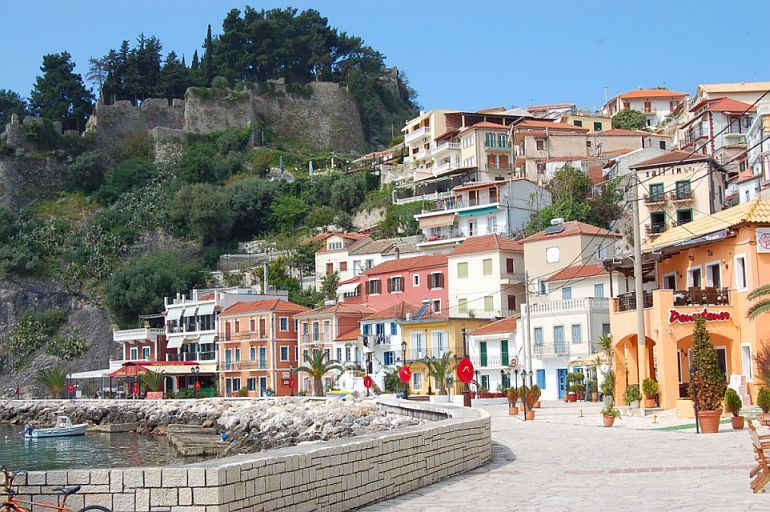
Bord de mer de Párga, février 2007
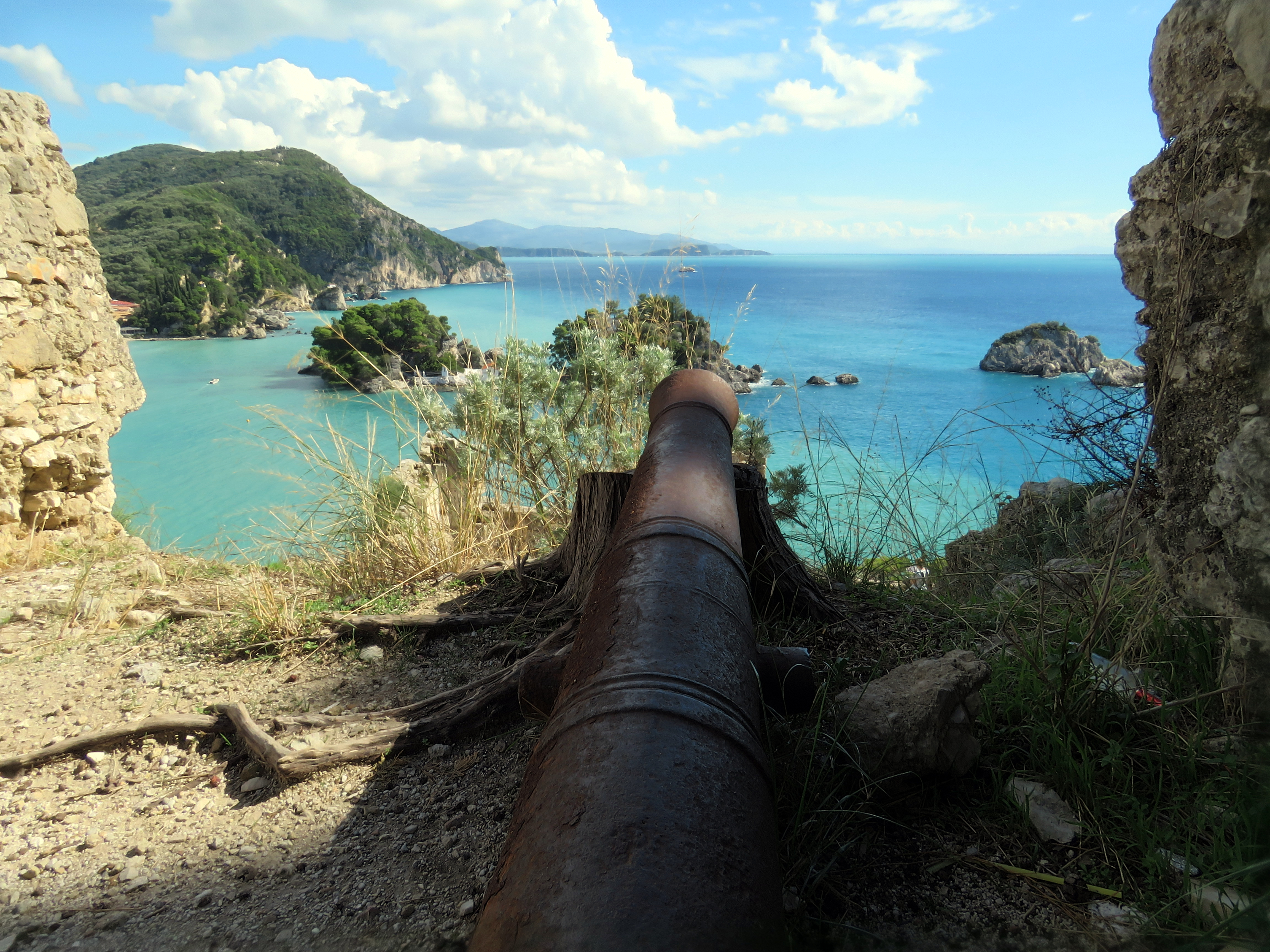
Canon et vue du vieux fort vénitien de Párga, octobre 2015
Panorama de la jetée de Párga, octobre 2015
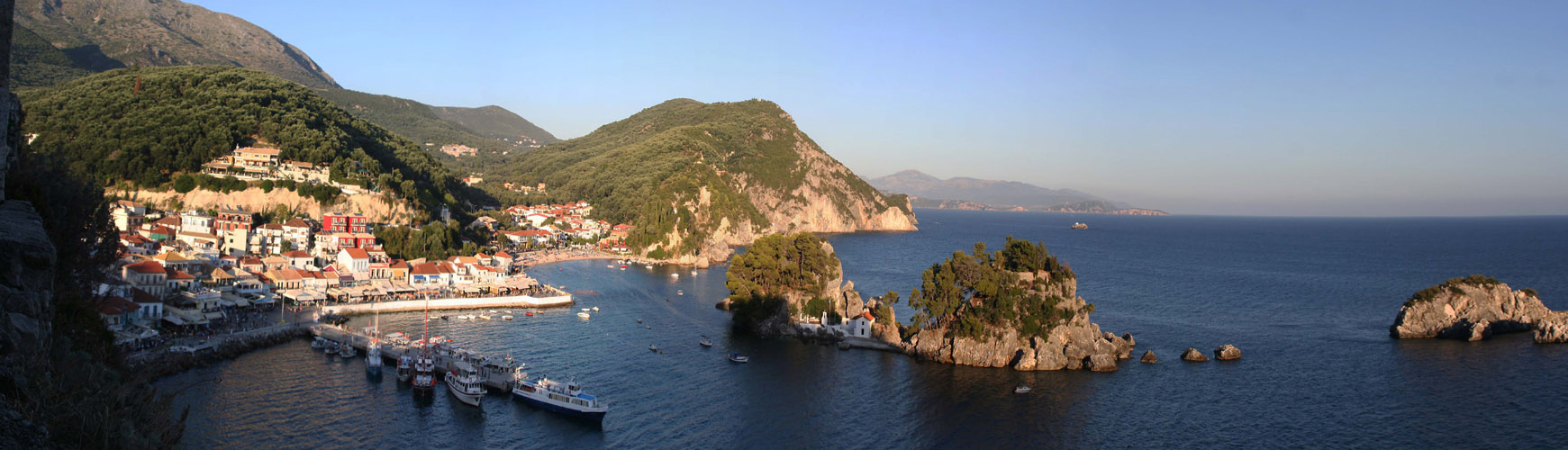
Vue générale, mai 2016

## Transports
La ville de Párga et son agglomération sont desservies par les autobus publics « KTEL (en) » qui la relient aux villes d’Igoumenítsa, de Préveza, d'Athènes et de Thessalonique. Pendant l'été une ligne directe relie Párga au Nécromantion et à la ville de Ioánnina, capitale de l'Épire. Il existe trois aéroports qui desservent la région : celui d'Aktion, à proximité de la ville de Préveza (à 72 km de Párga), celui de Ioánnina (à 115 km de Párga) et celui de Corfou (des vols pour Athènes, Thessalonique et l'étranger).

## Personnalités historiques
- Pargalı Ibrahim Pacha, premier grand vizir nommé par Soliman le Magnifique de 1523 à 1536

## Monuments
- Citadelle vénitienne, bâtie à la fin du XVIe siècle.

## Localités voisines
- Agiá à 7 km
- Anthoúsa à 3 km